# Il trionfo del Tempo e del Disinganno
Das Oratorium Il trionfo del Tempo e del Disinganno (HWV 46a), eigentlich La Bellezza Raueduta nell’ Trionfo Del Tempo e del Disinganno, komponierte Georg Friedrich Händel 1707 während seiner Zeit in Italien und führte es vielleicht im Mai oder Juni 1707 im Theater Collegio Clementino in Rom auf. Nachweise für eine Aufführung fehlen allerdings. Das Libretto stammte von Kardinal Benedetto Pamphilj. Im Laufe seiner fünfzigjährigen Karriere beschäftigte Händel sich mehrmals mit dem Stoff, sodass dieses Oratorium in drei verschiedenen Fassungen vorliegt. Damit bildet das Werk, mit seinem Hauptthema der Vergänglichkeit irdischer Werte, einen Bogen über seinem gesamten künstlerischen Leben.
1. Fassung: La Bellezza Raueduta nell’ Trionfo Del Tempo e del Disinganno (Die durch den Sieg der Zeit und der Ent-Täuschung geläuterte Schönheit), HWV 46a, Rom 1707.
2. Fassung: Il trionfo del Tempo e della Verità (Der Triumph der Zeit und der Wahrheit), HWV 46b. Diese entstand im März 1737 und das Werk wurde dabei auf drei Teile erweitert, wobei auch der Titel des Oratoriums verändert wurde. Händel lebte zu dieser Zeit schon lange in England und brachte dort regelmäßig italienische Opern auf die Theaterbühne. Diese Fassung wurde am 23. März 1737 uraufgeführt und im darauffolgenden Monat (drei weitere Aufführungen) und erneut 1739 gespielt.
3. Fassung: The Triumph of Time and Truth (Der Triumph der Zeit und der Wahrheit), HWV 71. Im März 1757 wurde das Oratorium, möglicherweise ohne große Beteiligung des bereits blinden Händel, erneut erweitert und überarbeitet. Das Libretto wurde wahrscheinlich vom letzten Textdichter Händels, Thomas Morell, ins Englische übersetzt. Vermutlich stellte Händels Adlatus Johann Christoph Schmidt der Jüngere unter dessen Anleitung die Partitur zusammen.

## Entstehung
Nach dem großen Erfolg seiner ersten Oper Almira und der nur mäßigen Resonanz auf seinen schnell folgenden Nero 1705 am Hamburger Theater am Gänsemarkt machte sich Händel vermutlich im Herbst 1706 auf die Reise nach Italien, um die Oper an deren Quelle zu studieren, noch bevor überhaupt seine bereits fertiggestellte Doppeloper Florindo und Daphne am Gänsemarkt aufgeführt werden konnte. Der zeitliche Ablauf und die Stationen an den verschiedenen Orten dieser fast vierjährigen Lehrzeit sind teilweise immer noch unklar, aber Händel besuchte wohl zuerst auf Einladung des Principe Ferdinando de’ Medici Florenz, bevor er Ende 1706 in Rom eintraf. Dort werden die Kardinäle Pamphilj, Colonna und Ottoboni seine Mäzene. Für den kunstsinnigen und selbst dichtenden und komponierenden Pamphilj, unter dem Schäfernamen „Fenizio“ Mitglied der Accademia dell’Arcadia, schrieb Händel im Februar 1707 eine weltliche Kantate (Delirio amoroso, HWV 99), deren Text dieser selbst verfasst hatte. Da die Aufführung von Opern wegen eines Skandals im Karneval des Jahres 1677 mit päpstlichem Bann belegt war, mussten andere Wege gefunden werden, um Unterhaltung für Ohr und Auge in Szene setzen zu können. So übertrafen sich die römischen Fürstenhäuser gegenseitig in der aufwändigen Inszenierung von Kantaten und Oratorien, die sich von richtigen Opern eigentlich nur durch ihre Bezeichnung unterschieden. Nachdem Pamphilj mit der Vertonung seiner Kantate durch den jungen Händel sehr zufrieden war, schrieb er nun ein ganzes Oratorium, welches in der Fastenzeit aufgeführt werden sollte.
Händel vertonte dieses Textbuch mit dem etwas umständlichen Titel La Bellezza Raueduta nell’ Trionfo Del Tempo e del Disinganno vermutlich im März oder im April 1707 im Hause seines Librettisten. Am 14. Mai 1707 ist die von der Kopistenwerkstatt Antonio Angelini angefertigte Direktionspartitur sowie das heute verschollene Aufführungsmaterial fertiggestellt worden. Obwohl keinerlei Belege für eine Aufführung existieren, kann man vermuten, dass das Oratorium im Frühsommer 1707 (nun doch nicht mehr in der Fastenzeit) im Teatro des Collegio Clementino aufgeführt worden ist. Der Komponist Carlo Francesco Cesarini nahm das Werk höchstwahrscheinlich mit einigen eigenen Ergänzungen 1708/1709 wieder auf. Aus den Jahren 1709 und 1725 sind noch weitere Aufführungen Cesarinis von Werken mit ähnlichen Titeln dokumentiert. Es ist allerdings unklar, ob diese Musik Händels enthielten.
Die erste Wiederaufführung in der Neuzeit erlebte das Werk bei den Göttinger Händeltagen 1960 unter der Leitung von Günther Weißenborn in einer deutschen Textfassung von Emilie Dahnk-Baroffio. Zum ersten Mal in der Originalversion, italienischer Sprache und in historischer Aufführungspraxis erklang das Oratorium im März 1988 im Auditorium Du Centre Des Congres D’Aix-les-Bains mit Les Musiciens du Louvre unter der Leitung von Marc Minkowski.

## Libretto

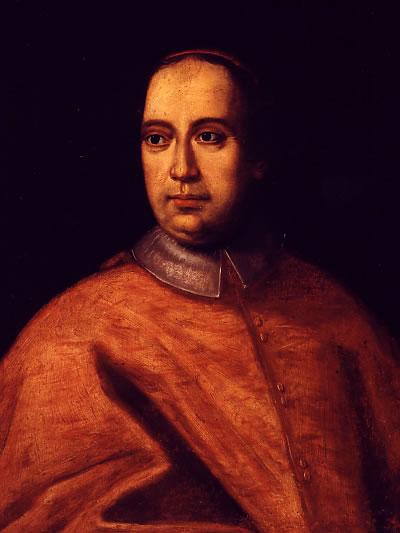
Benedetto Pamphilj

Das Oratorium war lange unter dem Titel „Il trionfo del Tempo e del Disinganno“ („Der Sieg der Zeit und der Ent-Täuschung“) bekannt. In der zweibändigen Primärquelle der Partitur (D-MÜs, SANT Hs 1896 sowie SANT Hs 1914a) heißt Pamphiljs Stück aber „La Bellezza Raueduta nell’ Trionfo Del Tempo e del Disinganno“. Der normalisierte Titel wäre dann: „La Bellezza ravveduta nel trionfo del Tempo e del Disinganno“, in deutscher Übersetzung „Die durch den Sieg der Zeit und der Ent-Täuschung geläuterte Schönheit“.
Als Librettist von 14 weiteren Oratorien und über 80 pastoralen und moralischen Kantaten besaß Pamphilj große Erfahrung in der Schöpfung von Worten und Musik. Wie man von einem solchen Feinschmecker dieser Künste erwarten darf, ist das Textbuch des Il trionfo ein kunstvoll konstruiertes Werk, welches sich in der Anlage auf viele musikalische Vorbilder bezieht. Hier sei dazu an erster Stelle Cavalieris Oratorium Rappresentatione di Anima, et di Corpo von 1600 mit ihren allegorischen Figuren Anima (Die Seele), Corpo (Der Körper), Intelletto (Der Geist), Consiglio (Der gute Rat), Tempo (Die Zeit), Piacere (Das Vergnügen), Vita mondana (Das irdische Leben), Mondo (Die Welt), u. a. genannt.
Das damalige Publikum war also mit den oft kryptischen oder voller Anspielungen steckenden Bildern in Il trionfo und der Art, wie Pamphilj sie oft sogar mehrdeutig verwendete, vertraut. Neben diesem Reichtum an Bedeutungen und Anspielungen bietet Il trionfo auch ein Kaleidoskop menschlicher Psychologie. Kardinal Pamphilj wuchs unter Jesuiten auf und wurde später ein erfahrener Beichtvater. Als Seelen-Fischer und mit seiner Erfahrung, wie man sich etwa einem widerspenstigen Ungläubigen, Agnostiker oder Sünder nähern kann, gab er Händel, der selbst schon in seinen jungen Jahren imstande war, in seinen Kantaten menschliche Psychogramme zu entwerfen, eine Geschichte von der Entwicklung eines jungen Menschen an die Hand.

## Handlung

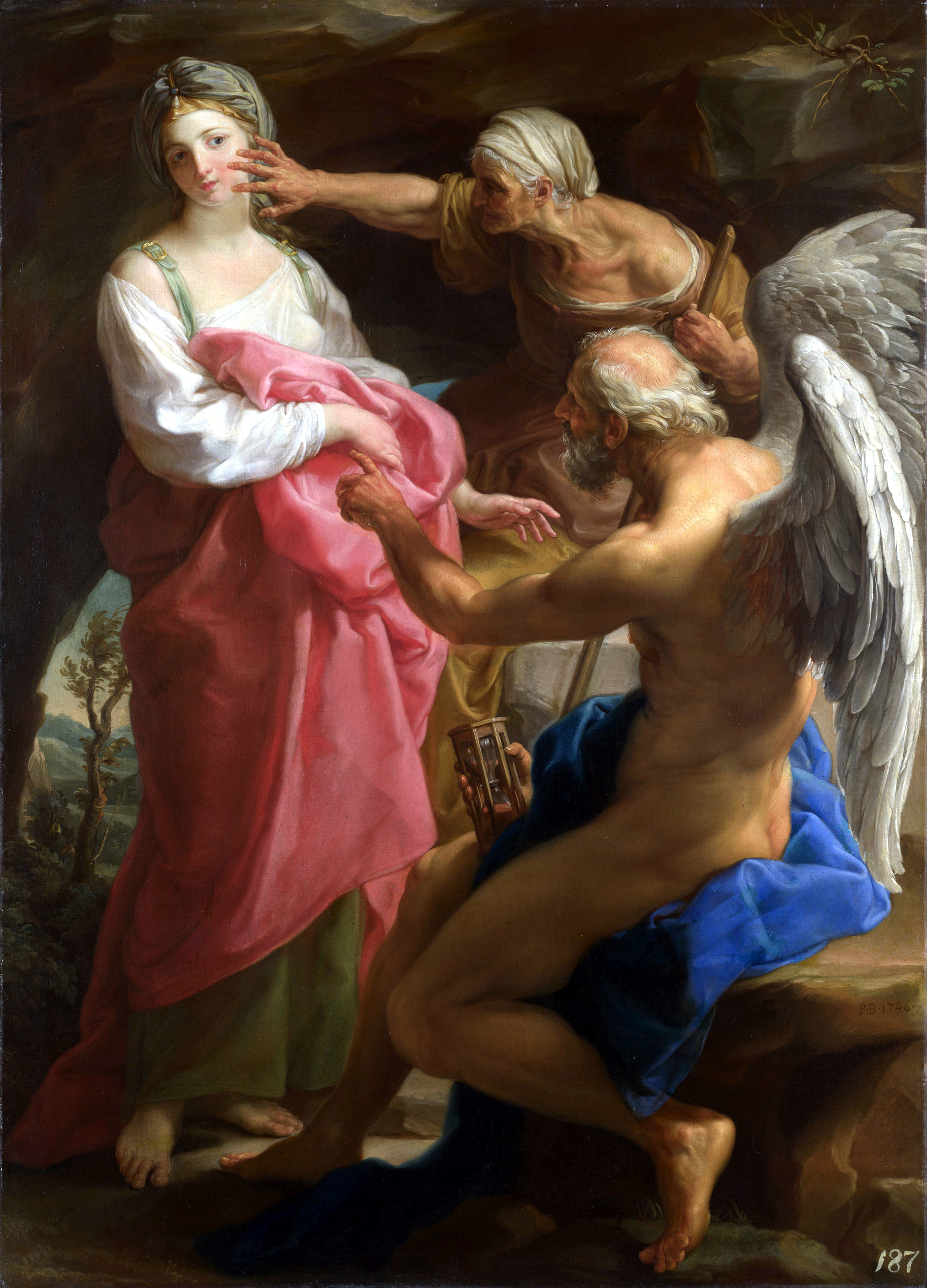
Pompeo Girolamo Batoni – Die Zeit befiehlt dem Alter, die Schönheit zu zerstören.

Im Ablauf geht es weniger um eine erzählte Geschichte oder Handlung der vier Personen oder Allegorien, sondern um eine Streitfrage: Sollte die junge „Schönheit“ sich ganz dem „Vergnügen“ hingeben oder sich schon früh, ermahnt von der „Zeit“ und der „Wahrheit“ (wörtlich: Ent-Täuschung), auf ihre Vergänglichkeit und wahre Werte besinnen? Als die Schönheit dem Vergnügen Treue schwört, weiß sie dennoch schon um ihre Vergänglichkeit und die Macht der Zeit, die jeder Blick in den „getreuen Spiegel“ offenbart. Die Zeit und die Wahrheit haben daher mit ihren Hinweisen auf den Lebenszyklus der Menschen und den Inhalt ihrer Gräber leichtes Spiel. Die Schönheit weist bald die Täuschungen des Vergnügens zurück, trennt sich von sinnlichen Freuden und bekehrt sich zum wahren Vergnügen der Einsicht in die himmlischen Wahrheiten, wo die Tränen der Gerechten zu Perlen werden. Sie beschließt daher, den Rest ihres Lebens in einer Einsiedelei oder einem Kloster zu verbringen.

## Musik
Der musikalische Stil entspricht dem, den Händel aus seiner Zeit an der Hamburger Oper am Gänsemarkt und von den zeitgenössischen italienischen Oratorien kannte. Es handelt sich im Grunde um ein geistliches „dramma per musica“ mit abwechselnden Secco-Rezitativen und Da-capo-Arien sowie einigen Accompagnato-Rezitativen, Duetten und Quartetten. Chöre fehlen völlig.
Händels Musik ist ausgesprochen abwechslungsreich. Stücke, die nur vom Continuo begleitet werden, wechseln sich mit Arien mit obligaten Soloinstrumenten ab, ruhigere Teile folgen auf hochvirtuose, rhythmisch angeschärfte Gesangsakrobatik. Unter den Arien ist vielleicht eine seiner berühmtesten Melodien, die erstmals in einer instrumentalen Sarabande der Almira (1705) erschien, die er mehrfach verwendete (Lascia la spina cogli la rosa Nr. 23) und die vielleicht mit dem Text Lascia ch´io piango in seiner Oper Rinaldo am bekanntesten geworden sein dürfte.
Am Ende seines Lebens erzählte Händel seinem Biographen John Mainwaring von den Orchesterproben für Il Trionfo und dem Leiter des Ensembles Arcangelo Corelli, was dann auch Johann Mattheson in seiner Lebensbeschreibung wiedergab:

“Indeed there was the whole cast of these compositions, but especially in the opening of them, such a degree of fire and force, as never could consort with the mild graces, and placid elegancies of a genius so totally dissimilar. Several fruitless attempts HANDEL had one day made to instruct him in the manner of executing these spirited passages. Piqued at the tameness with which he still played them, he snatches the instrument out of his hand; and, to convince him how little he understood them, played the passages himself. But CORELLI, who was the person of great modesty and meekness, wanted no conviction of this sort; for he ingeniously declared that he did not understand them; i.e. knew not how to execute them properly, and give them the strength and expression they required. When HANDEL appeared impatient, Ma, caro Sassone (said he) questa Musica è nel stylo Francese, di ch’io non m’intendo. The Overture for IL TRIONFO DEL TEMPO was that which occasioned CORELLI the greatest difficulty. At his desire therefore he made a symphony in the room of it, more in the Italian style.”

„In allen Zügen seiner Erfindungen, absonderlich im Eintritt, war ein solcher Grad von Feuer und Kraft, der sich nimmer mit der sanften Anmuth und gefälligen Zierlichkeit eines so ungleichen Geistes vereinigen konnte, den Corelli besaß. Händel hatte einmal auf verschiedene, doch fruchtlose Vorstellungen an Corelli versucht, denselben zu unterrichten, wie man seine erhabene Gedanken am besten herausbringen könne; allein da ihn die Kaltsinnigkeit und das gelinde Wesen, womit Corelli immer zu spielen fortfuhr, heftig verdroß, riß er ihm einstens die Violine aus der Hand, und spielte die berührte Stellen selbst her, um zu zeigen, wie wenig jener ihrem Nachdruck ein Genügen thät. Corelli aber, als ein sehr bescheidener und sanftmüthiger Mann, bedurfte keiner solchen Überzeugung: denn er gestund offenherzig, daß er keinen Verstand davon hätte, d. i. er wisse die Sachen nicht eigentlich herauszubringen, und ihnen die gehörige Stärke des Ausdrucks zu geben. Wie nun Händel darüber seine Ungeduld spüren ließ, sagte Corelli: Ma, caro Sassone, questa Musica è nel Stylo Francese, di ch’io non m’intendo. [(]Aber, mein lieber Sachse, diese eure Musik ist nach dem französischen Stil eingerichtet, darauf ich mich gar nicht verstehe.[)] Die Ouvertüre vor der Opera, il Trionfo del Tempo, war es, welche dem Corelli die meiste Schwierigkeit verursachte. Auf sein Verlangen machte also Händel, an deren Statt, eine Symphonie, die mehr nach dem italienischen Stil schmeckte.“

1737 überarbeitete Händel das Oratorium und ergänzte einige neu komponierte Teile. Diese Fassung veröffentlichte er unter dem neuen Titel Il trionfo del Tempo e della Verità (HWV 46b, siehe dort).
In Friedrich Chrysanders Ausgabe von Georg Friedrich Händel’s Werken ist auch diese Fassung in Band 24 zu finden. Er enthält zwar nicht die Originalausgabe aus dem Jahr 1707, als die sie von Chrysander ursprünglich angekündigt worden war, es sind in ihr „aber die 10 Nummern enthalten, die nicht in die spätere Ausgabe von 1757 übernommen wurden“, so dass sie gegenüber der letzten Fassung eine etwas vollständigere Ausgabe darstellt, die sich auch in weiteren Details näher an der Erstfassung orientiert. Auf der anderen Seite räumte Chrysander aber im Vorwort ein, dass erhebliche Änderungen Händels insbesondere an den Schlüssen der Chöre nicht in die Ausgabe aufgenommen werden konnten, da diese hierzu nicht „erheblich genug gewesen seien“.
Für weitere Aufführungen ab dem 11. März 1757 wurde der Text von Thomas Morell als „nur einfache Übersetzung aus dem Italienischen“ (Chrysander) ins Englische übertragen. Der Titel lautete nun The Triumph of Time and Truth (HWV 71, siehe dort).

## Struktur des Oratoriums
Sonata dell’Overtura. (2 Ob, Str, BC)

### Parte prima
| 1. Aria. Bellezza (Ob, 2 Vl, BC) Fido specchio                                                             |
| Recitativo. Piacere, Bellezza Io, che sono il Piacere                                                      |
| 2. Aria. Piacere (2 Vl, BC) Fosco genio, e nero dolo                                                       |
| Recitativo. Tempo, Disinganno Ed io, che il Tempo sono                                                     |
| 3. Aria. Disinganno (BC) Se la bellezza perde vaghezza                                                     |
| Recitativo. Piacere, Bellezza, Tempo, Disinganno Dunque il prendan l’armi                                  |
| 4. Aria. Bellezza (2 Ob, Str, BC) Una schiera di piaceri                                                   |
| Recitativo. Tempo I colossi del sole per me cadderò a terra                                                |
| 5. Aria. Tempo (Str, BC) Urne voi! Che racchiudete tante belle                                             |
| Recitativo. Piacere Sono troppo crudeli i tuoi consigli                                                    |
| 6. Duetto. Bellezza, Piacere (2 Ob, Str, BC) Il voler nel fior degl’anni fragl’affanni                     |
| Recitativo. Disinganno, Bellezza Della vita mortale scorre un guardo                                       |
| 7. Aria. Bellezza (2 Vl, BC) Un pensiero nemico di pace                                                    |
| Recitativo. Disinganno, Piacere, Bellezza Folle tu nieghi il Tempo                                         |
| 8. Aria. Tempo (2 Ob, Str, BC) Nasce l’uomo ma nasce bambino                                               |
| 9. Aria. Disinganno (2 Ob, Str, BC) L’uomo sempre se stesso distrugge                                      |
| Recitativo. Piacere Questa è la reggia mia                                                                 |
| 10. Sonata (2 Ob, Str, Org, BC)                                                                            |
| Recitativo. Bellezza Taci, qual suono ascolto!                                                             |
| 11. Aria. Piacere (2 Vl, Org, BC) Un leggiadro giovinetto                                                  |
| Recitativo. Bellezza Ha nella destra l’ali                                                                 |
| 12. Aria. Bellezza (BC) Venga il Tempo, e con l'ali funeste                                                |
| 13. Aria. Disinganno (2 BlFl, Str, BC) Crede l’uom ch’egli riposi                                          |
| Recitativo. Tempo, Bellezza Tu credi che sia lungi                                                         |
| 14. Aria. Tempo (Str, BC) Folle dunque, tu solo presumi                                                    |
| Recitativo. Disinganno, Tempo La reggia del Piacer vedesti                                                 |
| 15. Aria (Quartetto). Bellezza, Piacere, Disinganno, Tempo (2 Ob, Str, BC) Se non sei più ministro di pene |

### Parte seconda
| Recitativo. Tempo Se del falso Piacere vedesti già                                             |
| 16. Aria. Piacere (2 Ob, Str, BC) Chiudi i vaghi rai                                           |
| Recitativo. Tempo In tre pari divise                                                           |
| 17. Aria. Bellezza (Ob, 2 Vl, BC) Io sperai trovar nel vero il piacer                          |
| Recitativo. Piacere Tu vivi in van dolente                                                     |
| 18. Aria. Piacere (2 Vl, BC) Tu giurasti di mai non lasciarmi                                  |
| Recitativo. Tempo Sguardo, che infermo ai rai del sol si vogle                                 |
| 19. Arioso e Recitativo. Bellezza, Disinganno (BC) Io vorrei due cori in seno                  |
| Recitativo. Disinganno, Bellezza Ma dimmi a qual Piacere?                                      |
| 20. Aria. Disinganno (2 BlFl, Str, BC) Più non cura valle oscura                               |
| Recitativo. Tempo E un ostinato orrore                                                         |
| 21. Aria. Tempo (2 Vl, BC) È ben folle quel nocchier                                           |
| Recitativo. Bellezza Dicesti il verro, e benchè tardi                                          |
| 22. Quartetto. Bellezza, Tempo, Disinganno, Piacere (2 Ob, Str, BC) Voglio Tempo per risolvere |
| Recitativo. Bellezza, Disinganno Presso la reggia ove il piacer risiede                        |
| 23. Aria. Piacere (Str, BC) Lascia la spina cogli la rosa                                      |
| Recitativo. Bellezza, Disinganno Con troppo chiare note la verità mi chiama                    |
| 24. Aria. Bellezza (2 Ob, Str, BC) Voglio cangior desio                                        |
| Recitativo. Bellezza, Piacere, Disinganno Or che tiene la destra                               |
| 25. Aria. Disinganno (Ob, 2 Vl, BC) Chi già fu del biondo crine                                |
| Recitativo. Bellezza Ma che veggio, che miro?                                                  |
| 26. Aria. Bellezza (2 Ob, Str, BC) Ricco pino, nel cammino                                     |
| 27. Recitativo accompagnato. Bellezza (Str, BC) Sì, bella penitenza, mentre io spargo          |
| 28. Duetto. Tempo, Disinganno (2 Vl, BC) Il bel pianto dell’aurora che s’indora                |
| Recitativo. Bellezza Piacer, che meco già vivesti                                              |
| 29. Aria. Piacere (2 Ob, Str, BC) Come nembo che fugge col vento                               |
| 30. Recitativo accompagnato. Bellezza (Str, BC) Pure del cielo intelligenze eterne             |
| 31. Aria. Bellezza (2 Ob, Vl-Solo, Str, BC) Tu del ciel ministro eletto                        |

## Orchester
Zwei Blockflöten, zwei Oboen, Streicher, Orgel und Basso continuo (Violoncello, Laute, Cembalo).

## Diskografie
- Erato 2292-45351-2 (1988): Isabelle Poulenard (Bellezza), Jennifer Smith (Piacere), Nathalie Stutzmann (Disinganno), John Elwes (Tempo)
Les Musiciens du Louvre; Dir. Marc Minkowski (136 min)
- Centaur CRC 2431/32 (1999): Sharon Baker (Bellezza), Dominique Labelle (Piacere), Jeffrey Gall (Disinganno), William Hite (Tempo)
Music from Aston Magna; Dir. Daniel Stepner (Rezitative in Englisch, Arien in Italienisch, 103 min)
- Opus 111 OP 30321 (2001): Deborah York (Bellezza), Gemma Bertagnolli (Piacere), Sara Mingardo (Disinganno), Nicholas Sears (Tempo)
Concerto Italiano; Dir. Rinaldo Alessandrini (133 min)
- Virgin Classics 0946 3 63428 2 5 (2007): Natalie Dessay (Bellezza), Ann Hallenberg (Piacere), Sonia Prina (Disinganno), Pavol Breslik (Tempo)
Le Concert D'Astrée; Dir. Emmanuelle Haïm (146 min)
- Hyperion CDA67681/2 (2008): Roberta Invernizzi (Bellezza), Kate Aldrich (Piacere), Martín Oro (Disinganno), Jörg Dürmüller (Tempo)
Academia Montis Regalis; Dir. Alessandro de Marchi (137 min)
- Wigmore Hall Live WHLive0042/2 (2010): Lucy Crowe (Bellezza), Anna Stephany (Piacere), Hilary Summers (Disinganno), Andrew Staples (Tempo)
Early Opera Company; Dir. Christian Curnyn (138 min)